# Unione Sportiva Tolentino 1994-1995
Questa voce raccoglie le informazioni riguardanti  l'Unione Sportiva Tolentino nelle competizioni ufficiali della stagione 1994-1995.

## Risultati

### Campionato

#### Poule scudetto

##### Turno preliminare
| Marsala 28 maggio 1995, ore 16:00 1ª giornata - Gruppo C | Marsala   | 0 – 1      | Tolentino | Stadio Antonino Lombardo Angotta |
| \| \| \| \| \| \| Marcatori \| 88’ Casoni \|             |           |            |           |                                  |
|                                                          |           |            |           |                                  |
|                                                          | Marcatori | 88’ Casoni |           |                                  |

| Tolentino 4 giugno 1995, ore 16:00 2ª giornata - Gruppo C | Tolentino | 1 – 0 | Marsala | Stadio della Vittoria |
| \| \| \| \| \| Maci 81’ \| Marcatori \| \|                |           |       |         |                       |
|                                                           |           |       |         |                       |
| Maci 81’                                                  | Marcatori |       |         |                       |

##### Semifinale
| Tolentino 11 giugno 1995, ore 16:00 Andata                          | Tolentino | 2 – 1        | Gallaratese | Stadio della Vittoria |
| \| \| \| \| \| Nerpiti 28’ Maci 42’ \| Marcatori \| 67’ La Falce \| |           |              |             |                       |
|                                                                     |           |              |             |                       |
| Nerpiti 28’ Maci 42’                                                | Marcatori | 67’ La Falce |             |                       |

| Gallarate 18 giugno 1995, ore 16:00 Ritorno                                                           | Gallaratese | 3 – 2                          | Tolentino | Comunale Atleti Azzurri d'Italia |
| \| \| \| \| \| Seveso 3’ Turchetta 41’ Morgandi 59’ \| Marcatori \| 52’ Fagiani 78’ (rig.) Palombi \| |             |                                |           |                                  |
| |             |                                |           |                                  |
| Seveso 3’ Turchetta 41’ Morgandi 59’                                                                  | Marcatori   | 52’ Fagiani 78’ (rig.) Palombi |           |                                  |

##### Finale
| Arbitro: | De Paola (Torre Annunziata) |

|                                                       |           |  |
| Mazzarano 70’ (rig.) Cipriani 10’, 23’ Aruta 12’, 80’ | Marcatori |  |

| Arbitro: | Papini (Perugia) |

|          |           |                                                 |
| Maci 28’ | Marcatori | 46’, 78’ Aruta 49’ Simonetti 49’ (aut.) Damiani |